# Realschule Am Stadtpark

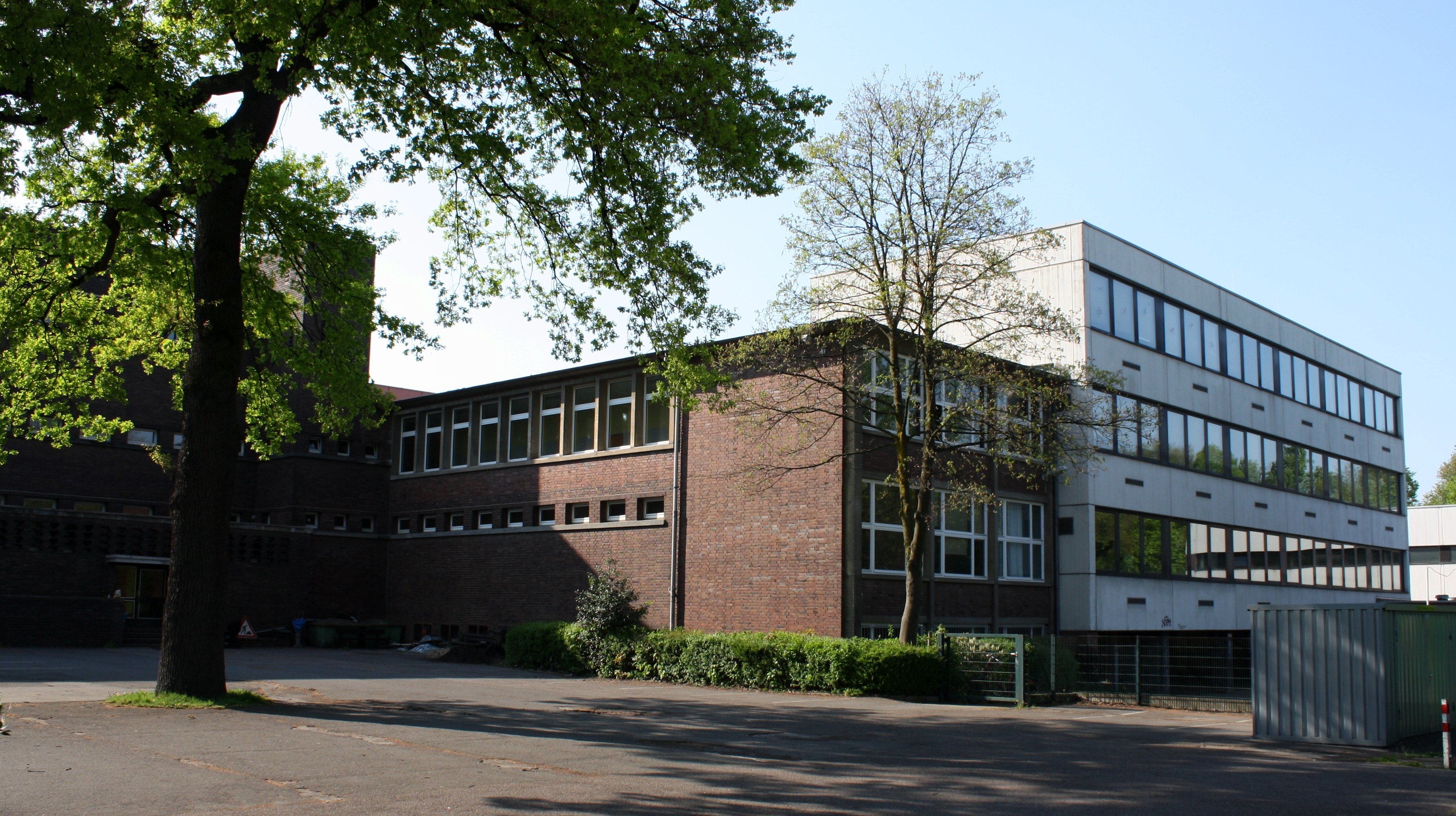
Teil des Gebäudekomplexes und Schulhofes der Realschule

Die Realschule Am Stadtpark (RAS) ist eine Realschule im Leverkusener Stadtteil Wiesdorf mit etwa 1100 Schülern. Ein Teil des Schulgebäudekomplexes steht unter Denkmalschutz.

## Geschichte
1913 wurde die jetzige Realschule als paritätische neunstufige  Mittelschule gegründet, dabei unterrichteten im ersten Jahr zwei Lehrer und eine Lehrerin 91 Schüler. 1924 wurde ein neu errichtetes Schulgebäude bezogen. Nach dem Zweiten Weltkrieg war die Schule bis 1956 in der  benachbarten Schulanlage „Am Neuenhof“ einquartiert, weil das eigentliche Schulgebäude als Ersatz für das zerstörte St.-Josef-Krankenhaus benötigt wurde. 1965 wurde die Schulanlage durch Zubauten und 1992 um das Gebäude des ehemaligen Carl-Duisberg-Gymnasiums, welches seit 1987 unter Denkmalschutz steht, erweitert.